# Daniel Royer (athlétisme)
Pour l’article homonyme, voir Daniel Royer, footballeur autrichien.
Daniel Royer est un athlète français de sport adapté né le 13 février 1986 à Saint-Dizier. Il est l'athlète français le plus médaillé du sport adapté, et a fait partie des quatre sportifs du sport adapté à défendre les couleurs françaises aux Jeux paralympiques d'été de 2012.

## Palmarès
- 2013 : Vice-champion du monde, saut à la perche
- 2012 : Vice-champion du monde indoor, 60m haies
- 2012 : Médaille de bronze pentathlon, championnat du monde indoor
- 2012 : Médaille de bronze 4x200m, championnat du monde indoor
- 2011 : Vice-champion d'Europe indoor, 4x400m
- 2011 : Médaille de bronze pentathlon, championnat d'Europe indoor
- 2010 : Médaille de bronze 4x100, championnat d'Europe
- 2008 : Médaille de bronze saut en longueur, championnat du monde indoor